# Zamium bimaculatum
Zamium bimaculatum är en skalbaggsart som först beskrevs av Fabricius 1781.  Zamium bimaculatum ingår i släktet Zamium och familjen långhorningar.
Artens utbredningsområde är:
- Botswana.
- Lesotho.
- Moçambique.
- Swaziland.

Inga underarter finns listade i Catalogue of Life.